# ぶっちぎりVII
『ぶっちぎりVII』（ぶっちぎりせぶん）は横浜銀蝿の7枚目のオリジナル・アルバム。

## 背景
1983年12月31日の解散より、ちょうど14年経った1998年1月1日。復活シングル「RUNNING DOG」を引っ提げ、翔・TAKU・嵐の3人で再結成。
レコーディングと写真撮影には、Johnny（浅沼正人）も参加したが、本業（キングレコードの製作スタッフ・執行役員・関連会社社長としての活動）が多忙なため、その後は横浜銀蝿の活動に参加していない。
バンド名は「横浜銀蝿」（デビュー以来の正式なバンド名は「THE CRAZY RIDER 横浜銀蝿 ROLLING SPECIAL」であった）。

## 制作
オープニング曲「ツッパリHigh-School ROCK'N ROLL [帰宅編]」は、「ただいまー!!」一言だけのトラック。復活シングル「RUNNING DOG」のカップリングに「ツッパリHigh-School ROCK'N ROLL（復活編）」がカラオケと共に収録。
解散前と比べると、翔の声の割れが若干増している。GS／ロカビリー直系のロックンロールはデビュー以来不変だが、他のアルバムに比べると「遊び心」の部分が少なめで、真面目に音楽に徹した作品。

## 収録曲
1. ツッパリHigh-School ROCK'N ROLL [帰宅編] (0:17)
作詞・作曲：翔／編曲：TAKU
2. ALWAYS (4:34)
作詞・作曲・編曲：TAKU
3. I LUV YA, HONEY (4:06)
作詞：翔／作曲・編曲：TAKU
4. HIGHWAY STAR (3:41)
作詞・作曲・編曲：翔
5. WOLF (4:32)
作詞：翔／作曲・編曲：TAKU
6. アイ・メイク・ユー (4:09)
作詞・作曲：翔／編曲：TAKU
7. Let's Go R＆R (4:03)
作詞・作曲・編曲：翔
8. だからいつものRock'n Roll (3:38)
作詞：翔／作曲・編曲：TAKU
9. 哀愁のワインディング ロード (2:58)
作詞・作曲：翔／編曲：TAKU
10. RUNNING DOG [Mark II] (3:38)
作詞：翔／作曲・編曲：TAKU
11. YOKOHAMA RAIN (6:25)
作詞・作曲：翔／編曲：TAKU